# Miloš Djurdjevič
Miloš Djurdjevič (* 30. Mai 1989 in der SFR Jugoslawien) ist ein slowenischer Handballspieler.

## Karriere
Djurdjevič lief ab der Saison 2005/06 in der ersten Mannschaft von RK Sevnica in der ersten Slowenischen Liga auf. 2015/16 wechselte er innerhalb der Liga zu RK Trimo Trebnje. 2018/19 wurde der Rückraumspieler von der HSG Bärnbach/Köflach für die spusu Challenge verpflichtet. 2018/19 konnte Djurdjevič mit den Steirern die Liga gewinnen und stieg damit in die Handball Liga Austria auf.

## Saisonbilanzen

### HLA
| 2019/20   | Saison aufgrund der COVID-19-Pandemie in Österreich abgebrochen | Saison aufgrund der COVID-19-Pandemie in Österreich abgebrochen | Saison aufgrund der COVID-19-Pandemie in Österreich abgebrochen | Saison aufgrund der COVID-19-Pandemie in Österreich abgebrochen | Saison aufgrund der COVID-19-Pandemie in Österreich abgebrochen | Saison aufgrund der COVID-19-Pandemie in Österreich abgebrochen | Saison aufgrund der COVID-19-Pandemie in Österreich abgebrochen | Saison aufgrund der COVID-19-Pandemie in Österreich abgebrochen | Saison aufgrund der COVID-19-Pandemie in Österreich abgebrochen | Saison aufgrund der COVID-19-Pandemie in Österreich abgebrochen |
| 2020/21   | HSG Bärnbach/Köflach                                            | HLA                                                             | 27                                                              | 210                                                             | 47/67                                                           | 163                                                             |                                                                 |                                                                 |                                                                 |                                                                 |
| 2019–2021 | gesamt                                                          | HLA                                                             | 27                                                              | 210                                                             | 47/67 (70 %)                                                    | 163                                                             |                                                                 |                                                                 |                                                                 |                                                                 |